# ダーレクの進化
「ダーレクの進化」（ダーレクのしんか、原題: "Evolution of the Daleks"）は、イギリスのSFドラマ『ドクター・フー』第3シリーズ第5話。2007年4月28日に初めて BBC Oneで放送され、同年4月21日に放送された前編「ダーレク・イン・マンハッタン」との二部作である。なお邦題「ダーレクの進化」は2012年1月21日に LaLa TV で放送された際のものであり、Huluでは「ダーレクの変化」という別邦題で配信されている。
本作の舞台は1930年のニューヨーク市である。スカロの集団のリーダーであるダーレク・セクは手持ちの人間をさらに融合処理に投入し、種の進化として新たなダーレク族を生み出そうと画策する。このため、セクは残るスカロの集団のメンバーに裏切られることとなる。
本作の視聴者数は697万人に達し、その週に放送されたイギリスのテレビで17番目に多く視聴された。

## 制作
劇場でのシーンはトレオーキーの Parc & Dare Theatre で、フーヴァー村のスラム街のシーンはカーディフのビュートパーク、本作のセカンド・ユニットはニューヨーク市で撮影が行われた。
本作にダーレクが登場することは2006年11月12日にニュース・オブ・ザ・ワールドが報じ、12月にBBCが公式に発表した。

### 他作品との関わり
- ラジオからミルトン・エイジャー（英語版）とジャック・イェーレン（英語版）による歌『Happy Days Are Here Again』が流れる。
- マーサがマリリン・モンローとローレンス・オリヴィエの出演した1957年の映画『王子と踊子』（原題:The Prince and the Showgirl）を引用し、ラズロとタルーラのシチュエーションを The pig and showgirl" と呼ぶ。
- エレベーターが到着した際にドクターはデパートメント・ストアのエレベーターガールのように "First Floor, Perfumery"（日本語版では「着いた」）と発言した。階とその部署をアナウンスするこの手法はBBCのシチュエーション・コメディ作品『Are You Being Served?』のテーマ音楽にも使用されており、"Ground Floor, Perfumery" という言葉で始まる[12]。イギリスでは典型的に1階を "ground floor" と呼ぶため、ドクターの劇中の台詞はその『Are You Being Served?』のテーマのアメリカ版であると言える[13]。